# MTK Hungária FC (femenino)
El MTK Hungária FC Női es la sección femenina del MTK Budapest FC, un club húngaro de fútbol. Viste de blanco y azul con una diagonal, y juega en la Primera División húngara, en el Estadio Nándor Hidegkuti. 
Se fundó en 2001, y desde 2005 ha ganado ocho ligas (cinco consecutivas entre 2010 y 2014) y cuatro Copa de Hungría Femeninas. En la Liga de Campeones ha superado cuatro veces la fase previa, pero no ha pasado de los dieciseisavos de final.

## Palmarés
| Competición nacional            | Títulos                                                                 | Subcampeonatos                                        |
| ------------------------------- | ----------------------------------------------------------------------- | ----------------------------------------------------- |
| Női Nemzeti Bajnokság (8/6)     | 2004-05, 2009-10, 2010-11, 2011-12, 2012-13, 2013-14, 2016-17, 2017-18. | 2003-04, 2005-06, 2008-09, 2014-15, 2015-16, 2018-19. |
| Copa de Hungría Femeninas (4/4) | 2005, 2010, 2013, 2014                                                  | 2003, 2008, 2011, 2015                                |